# Oepke Noordmans
Oepke Noordmans (Oosterend, 18 juli 1871 - Lunteren, 5 februari 1956) was een Nederlandse theoloog en hervormd predikant.

## Levensloop
Oepke groeide op in een confessioneel gezin, hoewel zijn vader geen lid was van de Confessionele Vereniging. Noordmans studeerde theologie in Leiden en Utrecht. Na de studie werd hij predikant te Idsegahuizen en Piaam (1903-1910), Suameer (1910-1923) en Laren (Gld.) (1923-1945). Op 31 december 1943 ging hij met emeritaat.
Noordmans periode in Suameer was conflictueus te noemen. Zo streed hij regelmatig met de kerkvoogden over de uitbetaling van zijn traktement en over het onderhoud van de pastorie. Daarnaast koos hij positie tegen onrechtvaardige sociale verhoudingen, wat hem lang niet door iedereen in dank werd afgenomen. Tot slot vonden de mensen in Suameer zijn preken over het algemeen te moeilijk. Het gevolg van deze conflicten met de kerkvoogden was dat Noordmans intensief betrokken was bij de oprichting van Bond van Nederlandse Predikanten, die zich ging bezighouden met de rechtspositie van predikanten.
Tweemaal stond hij op de voordracht voor een benoeming tot hoogleraar in Utrecht (in 1926 en 1934), maar beide keren liep het op niets uit. Wel was hij sinds 1935 eredoctor van de Rijksuniversiteit Groningen. Tijdens en na zijn studie theologie werd hij tot de ethische theologie van zijn leermeester Johannes Hermanus Gunning gerekend.
Noordmans was een actief lid van Bond van Nederlandse Predikanten die in 1918 is opgericht om de werksituatie en de financiële positie van predikanten te verbeteren. Ook spande hij zich in voor de hervorming van de kerkorganisatie, onder andere als lid van de 1931 in het leven geroepen vereniging Kerkopbouw. In 1946 werd hij lid van de Commissie voor de Kerkorde. Als lid van deze commissie hij meegewerkt aan de totstandkoming van de Hervormde kerkorde van 1951.

## Wetenschappelijke carrière
Hoewel hij nooit promoveerde, heeft hij vanuit de dorpspastorie grote invloed op de theologische discussies in Nederland uitgeoefend. Hij was naast Kornelis Heiko Miskotte een van de eersten die de gedachten van Karl Barth in Nederland introduceerden. Hoewel Barth zich meer richt op de incarnatie en Noordmans zich meer richt op het kruis van Christus. Zijn dogmatische gedachten formuleerde hij onder andere in zijn boek Herschepping (1934). De klemtoon ligt bij hem net als bij Barth op het openbaringskarakter van Gods werkelijkheid, waarbij hij echter meer oog had voor de continuïteit daarvan en voor de werking van de Heilige Geest op het persoonlijke leven.
Tegen de door prof. Gerardus van der Leeuw geformuleerde vernieuwingsplannen van de liturgische beweging pleitte hij voor een eenvoudige gereformeerde levensvorm. Hij was geen voorstander van het conservativisme (het gaat niet om het verleden, maar de toekomst van de Geest) en was kritisch op de maatschappij-kritische ontwikkelingen binnen de Hervormde Kerk van na de oorlog.
Een van de kenmerken van zijn 'theologie' was dat hij scheppen niet verstond als 'vormen', maar als 'scheiden'. Dat scheppen scheiden is, dat is volgens Noordmans het meest zichtbaar bij het kruis.

## Opvallende uitspraken van Noordmans
- In de preek behoort het geheel van de dogmatiek scheef te worden getrokken (Herschepping, 26).[3]
- Het dogma mag slapen in de kerk, als het maar wakker wordt wanneer het mis dreigt te gaan (Herschepping, 24).
- Van een kerk wordt men lid door geboorte, voor een vereniging kiest men.
- Wanneer wij naar de kerk gaan, is het nog niet zeker dat God ook gaat.
- Het Woord is vlees geworden. Het kindeke lag in de kribbe, in de doeken van onze zonden, in de windselen van onze dood. Wij zouden het een betere wieg toegedacht hebben, maar God heeft het zo gewild. En dat is onze zaligheid. Want als het nu gaat om te zijn of niet te zijn, om leven of dood, om licht of duisternis in de wereld; als de angst ons aangrijpt om deze nood, nood der ziel en nood des lichaams - , dan is Christus altijd dieper nog in het vlees gedaald. Hoe meer wij zinken, hoe nader bij Hem.
- Toen Calvijn op het bord de pion van de ouderling trok, zette hij daarmee de paus schaakmat.
- De schepping is een plek licht rondom het kruis.(Herschepping, 70)
- [Heiliging] is een teren op de rechtvaardiging en een wachten op de verheerlijking. (Herschepping, 202)
- De eenheid Gods is gebroken. Als spreken niet genoeg is, dan komt Hij; als komen niet genoeg is, dan troost Hij. (Herschepping, 29)
- Scheppen is geen vormen, maar scheiden. (Herschepping, 82)

## Verzamelde werken
Het oeuvre van Noordmans werd uitgegeven in een elftal banden Verzamelde werken (VW):
- Het begin: om de ware humaniteit (VW I; Kampen, Kok: 1978) ISBN 978-90-242-2598-9
- Dogmatische peilingen rondom Schrift en belijdenis (VW II; Kampen, Kok: 1979) ISBN 978-90-242-2599-6
- Ontmoetingen: de actualiteit der historie (VW III; Kampen, Kok: 1981) ISBN 978-90-242-0235-5
- Ontmoetingen: de actualiteit der historie (VW IV; Kampen, Kok: 1988) ISBN 978-90-242-2607-8
- Om de rechte orde der kerk (VW V; Kampen, Kok: 1984) ISBN 978-90-242-2608-5
- De kerk en het leven (VW VI; Kampen, Kok: 1986) ISBN 978-90-242-2609-2
- Preken (VW VII; Kampen, Kok: 1990) ISBN 978-90-242-2026-7
- Meditaties (VW VIII; Kampen, Kok: 1980) ISBN 978-90-242-2611-5
- Brieven (1884-1934) (VW IXa; Kampen, Kok: 1999) ISBN 978-90-435-0161-3
- Brieven (1934-1955) (VW IXb; Kampen, Kok: 1999) ISBN 978-90-435-0162-0
- Mengelwerk. Registers (VW X; Kampen, Kok: 2004) ISBN 978-90-435-0689-2

## Studies over Noordmans
- J.M. Hasselaar, Dr. O. Noordmans: hoofdmomenten van zijn theologie ('s Gravenhage: Boekencentrum, 1959)
- G.W. Neven, Tijdgenoot en getuige: opstellen over de theologie van dr. O. Noordmans (Studies over de theologie van O. Noordmans 1; Kampen: Kok, 1980) ISBN 978-90-242-0494-6
- G.W. Neven, In de speelruimte van de Geest: introduktie in de geloofsleer van dr. O. Noordmans (Studies over de theologie van O. Noordmans 2; Kampen: Kok, 1980) ISBN 978-90-242-0255-3
- A. van der Kooi, Het heilige en de Heilige Geest bij Noordmans: een schets van zijn pneumatologisch ontwerp (Kampen: Kok, 1992) ISBN 978-90-242-6163-5
- H.W. de Knijff, A. van der Kooi, et al. (eds), Noordmans voor het voetlicht (Kampen: Kok, 2006) ISBN 978-90-435-1193-3